# Ölene Kadar
 (décembre 2018).
Si vous disposez d'ouvrages ou d'articles de référence ou si vous connaissez des sites web de qualité traitant du thème abordé ici, merci de compléter l'article en donnant les références utiles à sa vérifiabilité et en les liant à la section « Notes et références ».
Ölene Kadar (Éternel) est une telenovela turque en treize épisodes d'environ 120 minutes produite par Tims Productions, diffusée entre le 12 janvier et le 13 avril 2017 sur ATV.
Remontée en 33 épisodes de 45 minutes, elle est diffusée entre le 31 décembre 2018 et le 13 février 2019 et rediffusée entre le 11 octobre 2021 et le 24 novembre 2021 sur Novelas TV.

## Synopsis
Dağhan est un homme qui est emprisonné pendant onze ans pour un crime qu'il n'a pas commis, le meurtre du père de sa fiancée, Beril mais cela change lorsqu'une belle jeune avocate nommée Selvi l'aide à sortir de prison en prouvant son innocence.
Pour Dağhan, il ne sera pas facile de continuer sa vie et ceux qui l'ont incriminé dans le passé ne le laisseront pas tranquille non plus d'autant que Selvi a aussi un lien avec son passé trouble.
Dağhan fera tout son possible pour trouver le vrai coupable et sera partagé sans cesse entre Beril, son ex, et Selvi. Les obstacles sur sa route ne manqueront pas.

## Distribution
- Engin Akyürek : Dağhan Soysür
- Fahriye Evcen : Selvi Nardan / Vildan Saner
- Sarp Levendoğlu (tr) : Ender Yoranel
- Gülcan Arslan (tr) : Beril Karalı
- Tansu Biçer (tr) : Yılmaz Saner
- Didem Balçın : Şahika Yoranel
- Ferdi Sancar : Fahri Baysal
- Demir Karahan (tr) : Muzaffer Yoranel
- Serpil Gül : Sabiha Soysür
- Taner Turan : Halil Soysür
- Fatih Dokgöz : Rıdvan Ertuğrul
- Gizem Kala : Ayşe Soysür
- Cihat Süvarioğlu : Osman
- Aykut Akdere : Tolga
- Kadriye Kenter (tr) : Zakire
- Ragıp Savaş (tr) : Mehmet
- Lale Mansur (tr) : Asuman Yoranel
- Mesut Akusta (tr) : Tekin Zerdan
- Avni Yalçın (tr) : Sezai Karalı
- Eylül Naz Özgen : Vildan (enfant)

## Personnages
- Dağhan Soysür : un jeune homme bientôt médecin. Il a été reconnu coupable et condamné à perpétuité pour le meurtre de son futur beau père dont il est innocent. Il y perd en prison les plus belles années de sa vie, son avenir, ses rêves, son amour. Il est innocenté 11 ans après, grâce à une jeune avocate. Mais alors qu'elle croyait qu'il allait reprendre sa vie là ou il l'a laissé et tourner la page, lui ne pense qu'à se venger, déterminé à trouver les vrais coupables et se faire justice lui même…